# Ieremia Tabai

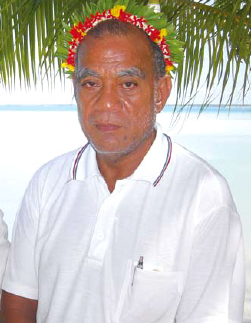
Ieremia Tabai, 2009

Ieremia Tienang Tabai GCMG AO (* 16. Dezember 1950 in Nonouti, Gilbert- und Elliceinseln) ist ein Politiker aus Kiribati, der nicht nur erster und zugleich zweimaliger Präsident von Kiribati, sondern auch mehrere Jahre Generalsekretär des Pacific Islands Forum war.

## Leben
Der im heutigen Kiribati geborene Tabai studierte nach dem Schulbesuch der King George V School auf Tarawa von 1969 bis 1972 am St. Andrews College in Christchurch, Neuseeland, und schloss dieses Studium 1972 mit einem akademischen Grad in Handelslehre (Bachelor of Commerce) von der Victoria University of Wellington ab. Nach seiner Rückkehr war er seit 1973 zwei Jahre Mitarbeiter im öffentlichen Dienst als Senior Assistant Accountant.
Er begann seine politische Laufbahn 1974 mit der Wahl zum Mitglied in das Versammlungshaus Maneaba ni Maungatabu (House of Assembly) der Gilbert- und Elliceinseln, einem damals zum Vereinigten Königreich gehörenden Protektorat, und vertrat in diesem den Wahlkreis Nonouti.
Später wurde er quasi Führer der Opposition in einem politischen System, das mehr durch lockere Koalitionen gleichgesinnter Politiker als durch formelle politische Parteien geprägt war. Während dieser Zeit war er ein beharrlicher Kritiker der zentralistischen Tendenzen der Regierung von Chief Minister Naboua Ratieta. Dabei prangerte er insbesondere dessen verschwenderische Pläne einer kostenintensiven Armee und die wachsende Verwestlichung der Regierung und ihrer Lebensstile an.
Er selbst pries die Tugenden der traditionellen Kultur der Gilbertinseln, wurde zum Sprecher der Beschwerden der dörflichen Kopra-Landwirte und kritisierte die Regierungsausgaben auf dem Haupt-Atoll Tarawa auf Kosten der äußeren Inseln und Atolle.
Im März 1978 wurde er als Nachfolger von Ratieta selbst Chief Minister. In der darauf folgenden Zeit vor dem Erlangen der Souveränität vom Vereinigten Königreich erwies er sich als kluger Unterhändler bei den Verhandlungen mit Großbritannien über ein Finanzabkommen. Zum anderen sperrte er sich gegen die Forderung, dass Banaba, das frühere Ocean Island, von Kiribati getrennt werden sollte, obwohl die Insel wegen des jahrelangen Abbaus von Phosphat völlig zerstört war. Nach längeren Protesten konnte ein Teil der ursprünglichen Bevölkerung, die zwischenzeitlich nach Rabi, einer 2.500 Kilometer entfernten Fidschi-Insel, verbracht worden war, 1979 wieder auf die Insel zurückkehren.
Er leitete die kiribatische Delegation für die Verfassungskonferenz (Constitutional Conference) in London 1978. 1979 wurde er von Queen Elisabeth II. zum Companien des Order of St. Michael and St. George (CMG) ernannt.
Nach der Unabhängigkeit Kiribatis wurde er am 12. Juli 1979 erster Präsident und behielt dieses Amt zunächst bis zum 10. Dezember 1982. Ebenfalls 1982 wurde er von Queen Elisabeth II. ehrenhalber als Knight Grand Cross des Order of St. Michael and St. George (GCMG) ausgezeichnet. Am 18. Februar 1983 wurde Tabai erneut Präsident Kiribatis und übte dieses Amt bis zum Ablauf der drei verfassungsmäßig zulässigen Wahlperioden am 4. Juli 1991 aus.
Im Anschluss wurde er im Januar 1992 Generalsekretär des Pacific Islands Forum und bekleidete diese Funktion sechs Jahre lang bis zum Januar 1998.
1999 wurde gegen ihn eine Geldstrafe verhängt, nachdem er versuchte, einen unabhängigen Rundfunksender zu gründen. Ein Jahr darauf gründete er die Tageszeitung Kiribati Newstar und ist seither deren Herausgeber. Daneben ist er nach wie vor Mitglied im Parlament.
Ieremia ist mit Meleangi Kalofia aus Tuvalu verheiratet und hat drei Kinder.

## Schriften
- Ieremia Tabai: Preparing the Takeover. In: Politics in Kiribati. Kiribati Extension Centre, Tarawa/Institute of Pacific Studies of University of the South Pacific 1980. (Politics in the Pacific. 2), S. 23–28.